# Аймар, Дарио
Дарио Хавьер Аймар Альварес (исп. 	Darío Javier Aimar Alvarez; род. 5 января 1995 года в Эсмеральдас, Эквадор) — эквадорский футболист, защитник клуба «Барселона» и сборной Эквадора.

## Клубная карьера
Аймар начал профессиональную карьеру в клубе ЛДУ Лоха. 1 ноября 2014 года в матче против «Мушук Руна» он дебютировал в эквадорской Примере. 21 ноября 2015 года в поединке против «Депортиво Куэнка» Дарио забил свой первый гол за ЛДУ Лоха. В начале 2016 года Аймар перешёл в «Барселону» из Гуаякиль. 14 февраля в матче против «Дельфина» он дебютировал за новую команду. Через четыре дня в поединке против «Ривер Эквадор» Дарио забил свой первый гол за «Барселону». В том же году он стал чемпионом Эквадора.

## Международная карьера
23 февраля 2017 года в товарищеском матче против сборной Гондураса Аймар дебютировал за сборную Эквадора.

## Достижения
Командные
 «Барселона» (Гуаякиль)
- Чемпионат Эквадора по футболу — 2016